# Алгократия
Алгократия (англ. algocracy) — правление алгоритмов; власть, основанная на использовании алгоритмов, реализуемая при помощи автоматических средств. Это понятие является более точной версией понятия «алгоритмическое управление», также может служить его
синонимом.
Исторически концепция управления страной посредством информационных сетей и алгоритмов была высказана Александром Харкевичем в статье «Информация и техника» (журнал «Коммунист», 1962, № 12). Его идея была развита Виктором Глушковым до нереализованного в полной мере проекта ОГАС. Это вызвало беспокойство в США; в частности, советник Кеннеди Артур Шлезингер полагал, что к 70-м годам в СССР может появиться радикально новая технология производства, с комплексами производств, управляемых замкнутой системой самообучающихся компьютеров.
В 1971—1973 годах в Чили под руководством Стэффорда Бира реализовывался проект Киберсин, призванный создать общенациональную систему помощи в управлении, основанную на информационных сетях и централизованном анализе при помощи ЭВМ. Из-за военного переворота проект не был реализован в полной мере. Элементы проекта были использованы в 1972 году для успешного преодоления транспортного коллапса, вызванного инспирированной ЦРУ забастовкой сорока тысяч водителей грузовиков.
Термин «алгократия» введён американо-индийским социологом Анишем Анишем в книге «Цифровая миграция: программируя глобализацию».

## Комментарии
1. ↑  Статья также приводится в собрании избранных трудов Харкевича: Теория информации. Опознание образов. Харкевич А. А. Избранные труды в трех томах. Т. III. М: Наука, 1973 г., стр. 524, с. 507
2. ↑  Aneesh Aneesh Virtual Migration: The Programming of Globalization Архивная копия от 2 октября 2022 на Wayback Machine — Duke University Press, Apr 24, 2006, DOI: 10.1515/9780822387534. — c. 5